# Gáspár Heltai
Dans le nom hongrois Heltai Gáspár, le nom de famille précède le prénom, mais cet article utilise l’ordre habituel en français Gáspár Heltai, où le prénom précède le nom.
Gáspár Heltai ([ˈgaːʃpaːɾ], [ˈhɛltɒi]), né Caspar Helth probablement en 1490 à Nagydisznód en Transylvanie et décédé en 1574 à Kolozsvár, est un pasteur, un écrivain d'expression hongroise, un typographe, un éditeur, un réformateur et un des premiers traducteurs de la Bible en hongrois. Il fonde la première typographie, les bains publics, le moulin pour fabriquer du papier et la brasserie de Kolozsvár.

## Biographie
Faisant partie de la communauté des saxons de Transylvanie, Gáspár Heltai est né probablement à Nagydisznód (actuelle Cisnădie en Roumanie ; en allemand Heltau). Il apprend le hongrois en 1536.
En 1543, il est étudiant évangélique à l'Université de Wittenberg et rentre en 1544 en Transylvanie et s'établit à Kolozsvár. Il devient le pasteur saxon de la ville jusqu'à sa mort. En 1550, il fonde la première imprimerie qui édite des livres en hongrois et, par ce fait, il pose les fondements orthographiques de la langue hongroise. En 1569, il se convertit à l'unitarisme de Ferenc Dávid. L'imprimerie de Gáspár Heltai édite alors des ouvrages unitariens jusqu'en 1571, date à laquelle le prince de Transylvanie, Étienne Báthory, interdit la propagande antitrinitarienne dans la principauté.

## Œuvre
- Catechismus Minor… Kolozsvár, 1550.
- A Biblianac első része… Kolozsvár, 1551.
- A reszegsegnek és tobzódásnac veszedelmes voltáról való Dialogus. Kolozsvár, 1552.
- Száz Fabula… Kolozsvár, 1566.
- Háló… Kolozsvár, 1570.
- Cancionale. Kolozsvár, 1574.
- Chronica az Magyaroknac dolgairúl… Kolozsvár, 1575.
- Válogatott írások. Nemeskürty István válogatása, Budapest, 1957.
- Heltai Gáspár válogatott művei. Válogatta és a bevezetőt írta Székely Erzsébet, Bukarest, 1957.